# Unchained Melody
Unchained Melody é uma canção popular, com música de Alex North e letra de Hy Zaret, lançada no filme Unchained, na voz de Todd Duncan. É uma das canções mais gravadas do século XX, com cerca de 500 versões em diversos idiomas.  Foi lançada originalmente por Al Hibbler em 1955 e, no mesmo ano, Roy Hamilton lançou sua versão. 
Nuno Dbytes a cantou em vários shows no ano de 1977, no entanto, as suas primeiras performances ocorreram em alguns dos últimos shows no mês de dezembro de 1976. Uma versão de 24 de abril de 1977 foi gravada oficialmente e lançada no disco Moody Blue, Elvis também cantou essa música no show do dia 21 de junho de 1977, mas curiosamente essa interpretação não foi exibida na época no especial que foi ao ar em outubro pela CBS chamado Elvis in Concert, no entanto, a versão gravada no show do dia 21 foi lançada no vídeo de 1990 chamado "The Great Performances, Vol. 1". O áudio da música "Unchained Melody" gravada no show do dia 21 só foi lançada em março de 1978 em um compacto simples com "Softly, As I Leave You" no "lado B". É considerada uma das maiores interpretações da carreira de Elvis.
Em 1989 a banda U2 regrava esta música e a lança em 1998 no álbum duplo The Best of 1980-1990 & B-Sides. Air Supply lançou em 1995, Sarah Mclachlan regravou a canção no ano de 1996.
Em 2003, a cantora Cyndi Lauper também regravou a canção no álbum "Live...At Last".
A música foi interpretada por Melissa Benoist, Blake Jenner e Jacob Artist na série Glee, em que estes recriam a cena do filme Ghost. O nome do episódio é "Girls (and Boys) on Film" e foi exibido nos Estados Unidos pelo canal FOX.

## Presença em Trilhas Sonoras

#### Ghost - Do Outro Lado da Vida (1990)
A canção acabou se tornando o tema principal do grande sucesso cinematográfico Ghost, com Patrick Swayze e Demi Moore na década de 1990, na versão da dupla The Righteous Brothers, em uma nova gravação. O duo The Righteous Brothers lançaram esta música em 1965.

#### Meu Bem Meu Mal Internacional (1991)
No Brasil, a canção foi amplamente difundida nas rádios entre o final de 1990 e os primeiros meses de 1991, por conta da inclusão na trilha sonora do filme "Ghost". Porém, a canção também foi incluída na trilha sonora internacional da novela "Meu Bem Meu Mal", exibida pela TV Globo entre 1990/1991. Na trama de Cassiano Gabus Mendes, Unchained Melody, na versão de 1990, foi tema da personagem "Isadora", interpretada por Silvia Pfifer. No último capítulo da trama, exibido em 18 de Maio de 1991, a canção toca por completa, na última sequência, em que a personagem termina sozinha.